# Jezuitská kolej (Jičín)
Jezuitská kolej v Jičíně je barokní budova v sousedství kostela svatého Ignáce z Loyoly na náměstí Svobody čp. 22 v Jičíně. Rozlehlý objekt v době vzniku kromě samotné koleje zahrnoval také budovu gymnázia, seminář, alumnát, špitál a lékárnu. Od roku 1967 patří stavba do Městské památkové rezervace a je kulturní nemovitou památkou.

## Historie

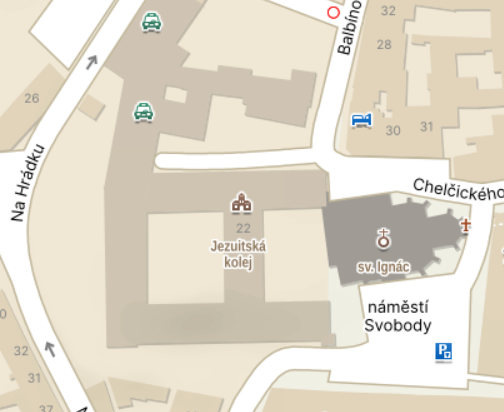
Areál Jezuitské koleje, výstřižek – mapy.cz (2024)

Historie jezuitských staveb ve městě byla pečlivě popisována v Kronice jičínské jezuitské koleje. Období mezi lety 1627 – 1636 zapsal Bohuslav Balbín (místní student).
Albrecht z Valdštejna přivedl první jezuity do Jičína v roce 1622. Jičín se měl stát jeho sídelním městem. V prosinci 1624 informoval dopisem jičínské jezuity o stavbě špitálu, který měl být postaven společně se seminářem a alumnátem. V tomto období ještě nebylo známo definitivní místo stavby. Jezuitům místo za hradbami v blízkosti Pražské brány nevyhovovalo. Záhy vznikla ve městě jezuitská rezidence, která byla roku 1625 povýšena na kolej.
V roce 1627 vévoda předal jezuitům původní gotický kostel svatého Jakuba a patrocinium bylo změněno na svatého Ignáce z Loyoly, jednoho  z patronů řádu. Řád také získal několik okolních měšťanských domů, které byly s ohledem na stavbu zbořeny. Zakládací listina pro stavbu koleje a gymnázia byla datována 16. října 1624. Základní kámen k jezuitské koleji i gymnázia položil Blažej Slanina dne 6. června 1628. Ještě téhož roku bylo  postaveno západní křídlo koleje navazující na gymnázium. Následující rok byla stavěla další tři křídla. Prefektem stavby byl jezuitský stavitel Šimon Pitz. Není známo, kdo byl autorem projektu, mohl to být některý z Valdštejnových „architektů“ (Andrea Spezza, Giovanni Battista Pieroni nebo Giovanni Battista Marini). Po roce 1632 vedení stavby snad převzal stavitel Nicolò Sebregondi. V letech 1631 i 1632 stavbu stále dozoroval Šimon Pitz. Po smrti Valdštejna (1634) byla stavba koleje, zřejmě z nedostatku financí, pozastavena.  Až příspěvek císaře v roce 1636 umožnil dokončení koleje, Během roku 1647 byl postaven nový vstup do koleje směrem od kostela. V roce 1656 byla kolej uzavřena v dolní části zdí a dokončeno cellarium na skladování potravin. Dvě krátká křídla byla dostavěna v roce 1658. Stavba koleje byla dokončena v roce 1659. Požár Jičína v roce 1681 poškodil kolej i seminář. Kolej byla opravena a v roce 1688 bylo dostavěno jižní křídlo. Po zrušení jezuitského řádu byl upraven především interiér koleje a vznikla zde císařská kasárna. Dům kleriků byl změněn na sýpku.

## Popis koleje

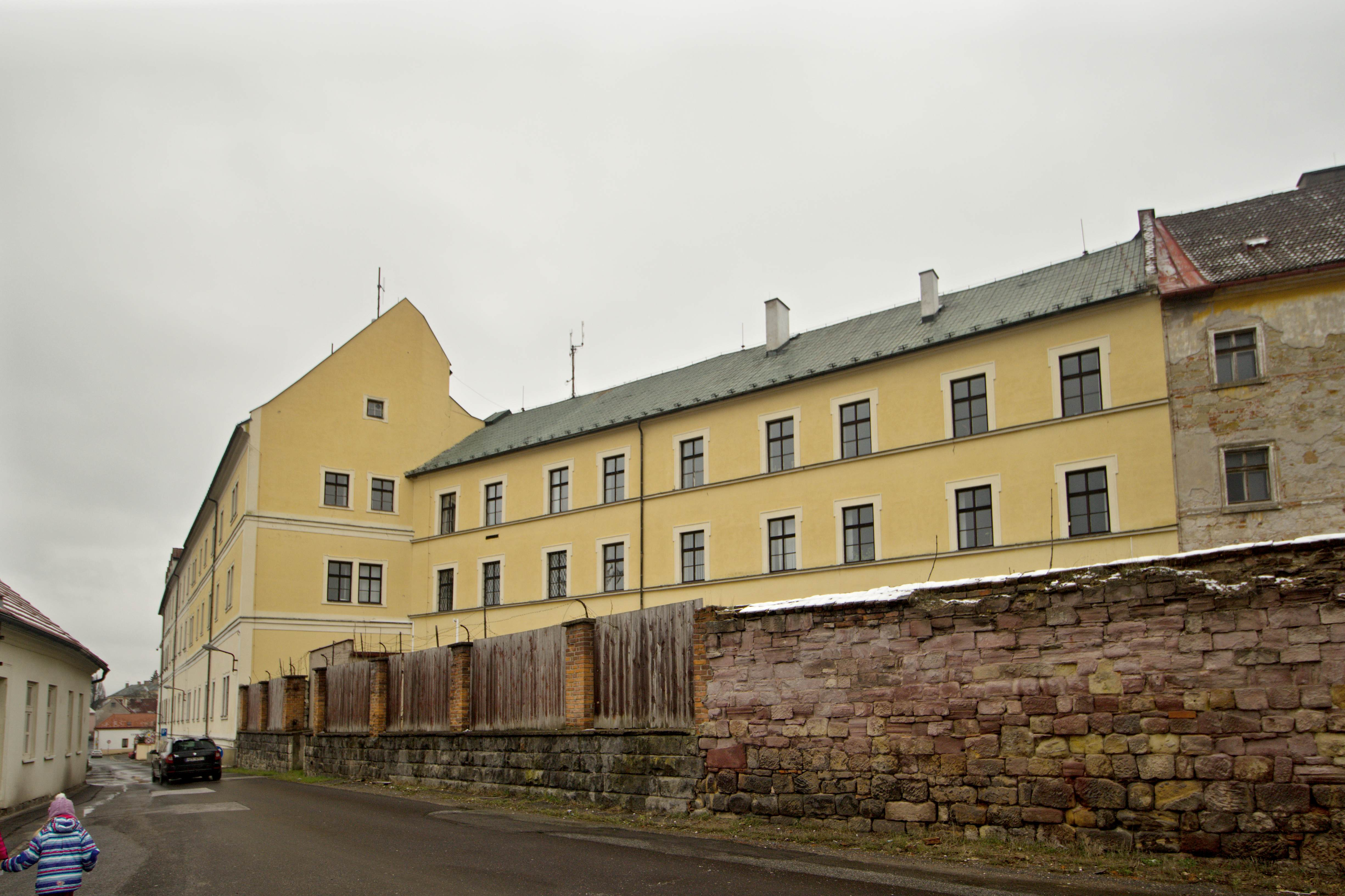
Zrekonstruovaná část objektu, kterou využívá policie (2020)

Raně barokní areál jezuitské koleje je připojený k původnímu farnímu kostelu. Třípodlažní budova má uzavřenou kvadraturu a dvě křídla (severní a jižní), která směřují ke kostelu svatého Ignáce a vytvářejí předdvoří tvaru písmene U. V přízemí i patře budovy jsou chodby i místnosti zaklenuty valenou klenbou zdobenou lunetami. Stropy chodeb a místností v druhém patře jsou ploché.
Klenby jižního křídla jsou křížové. Západní část křídla tvoří dvouramenné schodiště s podestou zaklenutou křížovou klenbu. Východní strana křídla je zakončena kaplí svatého Michala, která má obdélný půdorys. Je postavena přes dvě patra s dřevěným kazetovým a malovaným stropem.
V západním křídle postavili jezuité refektář vysoký také přes dvě patra, zaklenutý valenou klenbou s lunetami. Štuky dělí klenbu do tvaru štukových rámů.
Nádvorní fasády koleje doplňují otevřené i slepé arkády. V přízemí před pilíři arkád stojí pilastry, které nesou jednoduchou kordonovou římsu. Ta odděluje přízemí od dalších dvou podlaží. Jednoduchou korunní římsu vynášejí sdružené pilastry, které jsou umístěny nad širokými pilastry přízemí. Boční křídla průčelí předdvoří koleje člení obdobné pilastry jako na druhém nádvoří. Dlouhé dělicí křídlo dělí a zdobí pouze kordonové římsy. Obdélná okna průčelí směřující do ulice Na Hrádku jsou zdobena renesančními jednoduchými šambránami a podokenními římsami.

## Zajímavost
V období baroka bylo do Čech přivezeno několik ikon Bohorodičky, které byly kopiemi ruských ikon. V českých zemích se dochovaly pouze tři tyto ikony s neznámou datací a proveniencí. Vedle ikony uložené v lounském depozitáři a ve Vilémově, je třetí ikona Bohorodičky Igorevské, nazývaná Panna Marie Rušánská umístěna v bývalém jezuitském kostele svatého Ignáce z Loyoly. První zmínka o obraze pochází z roku 1643 v latinsky psané Kronice jičínské jezuitské koleje. Přestože se z tohoto období dochovalo značné množství textů popisujících historii katolických poutních míst, od získání obrazu jezuity téměř do třicátých let 18. století byl Panně Marii Rušánské věnován mimo zmínky v kolejní kronice pouze latinský spis Nigra sed formosa. Tento spis sepsaný jezuitou Janem Krausem (1649 − 1732), byl vydán v roce 1713 v Praze. Jan Kraus přišel do Jičína v roce 1711 a tak se zasloužil o věhlas poutního místa u Panny Marie Rušánské.

## Dvacáté století a současnost
Po druhé světové válce objekty používala československá lidová armáda. Po sovětské okupaci v roce 1968 prostory koleje využívala sovětská armáda do roku 1991. V roce 2022 byla dokončena základní rekonstrukce Jezuitské koleje. O obnovení života v rozsáhlém objektu se snaží sdružení Kolej v jednom kole. Iniciativa Balbineum zde Provozuje otevřené dílny, pořádá kulturní akce nebo odpočinkové dny. Snaží se o zpřístupnění areálu širší veřejnosti.. 